# Ponsanooth
 (septembre 2023).
Ponsanooth est une paroisse civile et un village des Cornouailles, en Angleterre.